# Lijst van rijksmonumenten in Emmen (gemeente)

De gemeente Emmen

De gemeente Emmen telt 115 inschrijvingen in het rijksmonumentenregister. Hieronder een overzicht. Voor een overzicht van beschikbare afbeeldingen zie de categorie Rijksmonumenten in Emmen op Wikimedia Commons.

## Barger-Compascuum
De plaats Barger-Compascuum telt 2 inschrijvingen in het rijksmonumentenregister.
| Object                  | Oorspronkelijke functie? | Bouwjaar               | Architect                                             | Locatie                    | Coördinaten?                 | Nr.?   | Afbeelding        |
| ----------------------- | ------------------------ | ---------------------- | ----------------------------------------------------- | -------------------------- | ---------------------------- | ------ | ----------------- |
| Sint-Josephkerk         | Kerk en kerkonderdeel    | 1923-'25 1952 (uitbr.) | Jos. Cuypers en P.J.H. Cuypers J.A.M. Starmans (1952) | Verlengde Oosterdiep WZ 65 | 52° 45' 19" NB, 7° 2' 29" OL | 510937 | Meer afbeeldingen |
| Heilige Jozef, pastorie | Kerkelijke dienstwoning  | 1923                   | Jos. Cuypers                                          | Verlengde Oosterdiep WZ 67 | 52° 45' 18" NB, 7° 2' 30" OL | 510938 | Meer afbeeldingen |

## Emmen
De plaats Emmen telt 55 inschrijvingen in het rijksmonumentenregister. Zie de Lijst van rijksmonumenten in Emmen (plaats) voor een overzicht.

## Emmer-Compascuum
De plaats Emmer-Compascuum telt 3 inschrijvingen in het rijksmonumentenregister.
| Object              | Oorspronkelijke functie?  | Bouwjaar                           | Architect                      | Locatie                   | Coördinaten?                 | Nr.?   | Afbeelding        |
| ------------------- | ------------------------- | ---------------------------------- | ------------------------------ | ------------------------- | ---------------------------- | ------ | ----------------- |
| Grenszicht          | Industrie- en poldermolen | 1907 1974-'75 (rest.)              | J.H. Schulte Molema (1974-'75) | Hoofdkanaal Westzijde 109 | 52° 49' 16" NB, 7° 3' 43" OL | 14960  | Meer afbeeldingen |
| Sint-Willehaduskerk | Kerk en kerkonderdeel     | 1924-'26 1959 (kapel) 1992 (rest.) | H. Kroes H.J. Bakx (1959)      | Hoofdkanaal OZ 83         | 52° 49' 4" NB, 7° 3' 32" OL  | 510957 | Upload foto       |
| Voorm. smederij     | Nijverheid                | 1914 1920 (woning/winkel)          |                                | Kanaal B ZZ 228           | 52° 48' 35" NB, 7° 0' 54" OL | 510958 | Upload foto       |

## Erica
De plaats Erica telt 8 inschrijvingen in het rijksmonumentenregister.
| Object                                                  | Oorspronkelijke functie?  | Bouwjaar                                              | Architect                                        | Locatie                      | Coördinaten?                  | Nr.?   | Afbeelding                                                            |
| ------------------------------------------------------- | ------------------------- | ----------------------------------------------------- | ------------------------------------------------ | ---------------------------- | ----------------------------- | ------ | --------------------------------------------------------------------- |
| Beambtewoning                                           | Dienstwoning              | 1911                                                  |                                                  | Griendtsveenstraat 57        | 52° 41' 14" NB, 6° 54' 51" OL | 510945 | Upload foto                                                           |
| Beambtewoning                                           | Dienstwoning              | 1912                                                  |                                                  | Griendtsveenstraat 41        | 52° 41' 16" NB, 6° 54' 44" OL | 510946 | Upload foto                                                           |
| Directiewoning (Carex)                                  | Dienstwoning              | 1912                                                  |                                                  | Griendtsveenstraat 39        | 52° 41' 17" NB, 6° 54' 41" OL | 510970 | Upload foto                                                           |
| De Heidebloem                                           | Industrie- en poldermolen | 1897 1977 (rest.)                                     |                                                  | Verlengde Vaart Zuidzijde 87 | 52° 42' 32" NB, 6° 55' 36" OL | 14962  | Meer afbeeldingen                                                     |
| O.L.V. Onbevlekt Ontvangen                              | Kerk en kerkonderdeel     | 1933 1958 (pastorie) 1968-'70 (vernieuwing interieur) | C. Hardeman J.D. Nieman en S.F. Steeneken (1958) | Kerkweg 124                  | 52° 42' 58" NB, 6° 55' 55" OL | 510959 | O.L.V. Onbevlekt Ontvangen                                            |
| Directeurswoning van de N.V. Friesche Veen Maatschappij | Woonhuis                  | ca. 1895                                              |                                                  | Havenstraat 2                | 52° 42' 37" NB, 6° 55' 33" OL | 526275 | Directeurswoning van de N.V. Friesche Veen Maatschappij               |
| Voormalige turfstrooiselfabriek                         | Industrie                 | 1913                                                  |                                                  | Griendtsveenstraat           | 52° 40' 45" NB, 6° 56' 42" OL | 506118 | Voormalige turfstrooiselfabriek                                       |
| Voorm. turfstrooiselfabriek, locomotievenloods          | Opslag                    | 1910-1911                                             |                                                  | Griendtsveenstraat 144       | 52° 40' 48" NB, 6° 56' 33" OL | 507453 | Turfstrooiselfabriek 2 Voorm. turfstrooiselfabriek, locomotievenloods |

## Klazienaveen
De plaats Klazienaveen telt 1 inschrijving in het rijksmonumentenregister.
| Object                                                                             | Oorspronkelijke functie? | Bouwjaar | Architect | Locatie           | Coördinaten?                  | Nr.?   | Afbeelding  |
| ---------------------------------------------------------------------------------- | ------------------------ | -------- | --------- | ----------------- | ----------------------------- | ------ | ----------- |
| Vrijstaande woning van één bouwlaag met dwarsvolume over twee bouwlagen en aanbouw | Woonhuis                 | ca. 1930 |           | Mr. Ovingstraat 1 | 52° 43' 30" NB, 6° 59' 42" OL | 510960 | Upload foto |

## Klazienaveen-Noord
De plaats Klazienaveen-Noord telt 1 inschrijving in het rijksmonumentenregister.
| Object               | Oorspronkelijke functie? | Bouwjaar                                      | Architect | Locatie               | Coördinaten?                | Nr.?   | Afbeelding           |
| -------------------- | ------------------------ | --------------------------------------------- | --------- | --------------------- | --------------------------- | ------ | -------------------- |
| (Hervormde) Veenkerk | Kerk en kerkonderdeel    | 1922 1929 (vergaderlokaal) 1987 (herst. kerk) |           | Scholtenskanaal OZ 62 | 52° 46' 17" NB, 7° 0' 7" OL | 510961 | (Hervormde) Veenkerk |

## Nieuw-Amsterdam
De plaats Nieuw-Amsterdam telt 4 inschrijvingen in het rijksmonumentenregister.
| Object                  | Oorspronkelijke functie? | Bouwjaar                                                         | Architect                                                 | Locatie       | Coördinaten?                  | Nr.?   | Afbeelding              |
| ----------------------- | ------------------------ | ---------------------------------------------------------------- | --------------------------------------------------------- | ------------- | ----------------------------- | ------ | ----------------------- |
| Noorderkerk             | Kerk en kerkonderdeel    | 1925 eind jaren 50 (verb. vergaderlokalen) 1976 (herb. pastorie) | W. van Straten A. Rotmensen (1976)                        | Vaart NZ 139  | 52° 42' 53" NB, 6° 52' 26" OL | 510962 | Meer afbeeldingen       |
| Hervormde kerk en orgel | Kerk en kerkonderdeel    | 1873 1902 (orgel) eind jaren 50 (verb.)                          | H.C. Winters Van Dam & Zn. (orgel) E. Bos (eind jaren 50) | Vaart ZZ 86   | 52° 42' 52" NB, 6° 51' 55" OL | 510963 | Hervormde kerk en orgel |
| Postkantoor met woning  | Overheidsgebouw          | 1908 1939 (telefooncentrale) 1978 (verb. interieur)              | C.H. Peters                                               | Vaart ZZ 66   | 52° 42' 54" NB, 6° 51' 39" OL | 510964 | Meer afbeeldingen       |
| La Paix                 | Woonhuis                 | ca. 1885                                                         |                                                           | Zijtak WZ 142 | 52° 41' 57" NB, 6° 51' 56" OL | 510965 | Paix La Paix            |

## Nieuw-Dordrecht
De plaats Nieuw-Dordrecht telt 1 inschrijving in het rijksmonumentenregister.
| Object                                        | Oorspronkelijke functie? | Bouwjaar    | Architect | Locatie     | Coördinaten?                 | Nr.?  | Afbeelding  |
| --------------------------------------------- | ------------------------ | ----------- | --------- | ----------- | ---------------------------- | ----- | ----------- |
| Terrein met overblijfselen van een houten weg | Archeologisch monument   | Neolithicum |           | Herenstreek | 52° 45' 21" NB, 6° 59' 6" OL | 45391 | Upload foto |

## Nieuw-Schoonebeek
De plaats Nieuw-Schoonebeek telt 1 inschrijving in het rijksmonumentenregister.
| Object     | Oorspronkelijke functie? | Bouwjaar                         | Architect | Locatie      | Coördinaten?                  | Nr.?  | Afbeelding        |
| ---------- | ------------------------ | -------------------------------- | --------- | ------------ | ----------------------------- | ----- | ----------------- |
| Wilms' Boô | Boerderij                | vroege 19e eeuw ca. 1860 (verb.) |           | Europaweg 76 | 52° 39' 35" NB, 6° 53' 31" OL | 33398 | Meer afbeeldingen |

## Roswinkel
De plaats Roswinkel telt 3 inschrijvingen in het rijksmonumentenregister.
| Object                            | Oorspronkelijke functie? | Bouwjaar                                                        | Architect | Locatie              | Coördinaten?                 | Nr.?   | Afbeelding        |
| --------------------------------- | ------------------------ | --------------------------------------------------------------- | --------- | -------------------- | ---------------------------- | ------ | ----------------- |
| Hervormde kerk                    | Kerk en kerkonderdeel    | 1759 (kerk) 1837 (herst.) 1852-'53 (herst., toren) 1976 (rest.) |           | Stad 24              | 52° 50' 19" NB, 7° 2' 35" OL | 14963  | Meer afbeeldingen |
| Hervormde pastorie                | Kerkelijke dienstwoning  | 1887                                                            |           | Stad 16              | 52° 50' 19" NB, 7° 2' 35" OL | 510966 | Upload foto       |
| Boerderij in neo-renaissancestijl | Boerderij                | ca. 1915                                                        |           | Roswinkelerstraat 82 | 52° 50' 7" NB, 7° 2' 24" OL  | 510967 | Upload foto       |

## Schoonebeek
De plaats Schoonebeek telt 34 inschrijvingen in het rijksmonumentenregister. Zie de Lijst van rijksmonumenten in Schoonebeek voor een overzicht.

## Veenoord
De plaats Veenoord telt 1 inschrijving in het rijksmonumentenregister.
| Object       | Oorspronkelijke functie?  | Bouwjaar                                         | Architect | Locatie         | Coördinaten?                 | Nr.?  | Afbeelding        |
| ------------ | ------------------------- | ------------------------------------------------ | --------- | --------------- | ---------------------------- | ----- | ----------------- |
| Nooitgedacht | Industrie- en poldermolen | 1916 (herb. op huidige locatie) 1972-'74 (rest.) |           | Industrieweg 15 | 52° 43' 2" NB, 6° 50' 48" OL | 33786 | Meer afbeeldingen |

## Weerdinge
De buurtschap Weerdinge (Emmen) telt 9 inschrijvingen in het rijksmonumentenregister. Zie de Lijst van rijksmonumenten in Weerdinge voor een overzicht.

## Westenesch
De buurtschap Westenesch (Emmen) telt 6 inschrijvingen in het rijksmonumentenregister.
| Object | Oorspronkelijke functie? | Bouwjaar                                            | Architect | Locatie                   | Coördinaten?                  | Nr.?   | Afbeelding        |
| --- | ------------------------ | --------------------------------------------------- | --------- | ------------------------- | ----------------------------- | ------ | ----------------- |
| Dubbele hallenhuisboerderij                                                                                            | Boerderij                | 18e eeuw eind 18e eeuw (aangebouwde boerderij)      |           | Westenesscherstraat 87-88 | 52° 47' 6" NB, 6° 52' 30" OL  | 14966  | Meer afbeeldingen |
| Terrein met hunebed D42                                                                                                | Archeologisch monument   | Neolithicum 1960 (rest.)                            |           | Schietbaanweg             | 52° 47' 45" NB, 6° 52' 13" OL | 45369  | Meer afbeeldingen |
| Terrein met hunebed D44                                                                                                | Archeologisch monument   | Neolithicum 1961 (rest.)                            |           | Westenesscherstraat       | 52° 47' 16" NB, 6° 52' 20" OL | 45370  | Meer afbeeldingen |
| Boerderij met achterbaander onder rieten wolfsdak en bijschuur onder rieten schilddak                                  | Boerderij                | 18e eeuw (schuur) 19e eeuw (boerderij)              |           | Heirweg 6                 | 52° 47' 0" NB, 6° 52' 37" OL  | 46588  | Meer afbeeldingen |
| Boerderij met achterbaander, dwarsgeplaatst woonhuis, schuur met schaapskooi, bakhuis met varkensstal en kleine schuur | Boerderij                | 18e eeuw (schuur, schaapskooi) 19e eeuw (boerderij) |           | Heirweg 4                 | 52° 47' 1" NB, 6° 52' 41" OL  | 46589  | Meer afbeeldingen |
| Boerderij neigend naar het landherentype                                                                               | Boerderij                | 1915 1991 (verb.)                                   | J. Daanje | Westenesscherstraat 50    | 52° 47' 7" NB, 6° 52' 37" OL  | 510956 | Upload foto       |

## Zuidbarge
De buurtschap Zuidbarge (Emmen) telt 6 inschrijvingen in het rijksmonumentenregister.
| Object                                                                              | Oorspronkelijke functie?  | Bouwjaar                                          | Architect                           | Locatie                 | Coördinaten?                  | Nr.?   | Afbeelding                                         |
| ----------------------------------------------------------------------------------- | ------------------------- | ------------------------------------------------- | ----------------------------------- | ----------------------- | ----------------------------- | ------ | -------------------------------------------------- |
| Boerderij onder hoog rieten wolfsdak met houten wagenschuur onder rieten schilddak  | Boerderij                 | midden 19e eeuw                                   |                                     | Halvemaanweg 3          | 52° 45' 15" NB, 6° 54' 9" OL  | 14967  | Meer afbeeldingen                                  |
| Zeldenrust                                                                          | Industrie- en poldermolen | 1857 1966 (herst.) 1973 (herst.) 2003-'04 (rest.) | Bremer (1966) Doornbosch (2003-'04) | Oranjekanaal NZ 7       | 52° 44' 58" NB, 6° 54' 33" OL | 14968  | Meer afbeeldingen                                  |
| Waterput                                                                            | Straatmeubilair           | 11e-13e eeuw                                      |                                     | bij Rietlandenstraat 10 | 52° 45' 20" NB, 6° 54' 21" OL | 394606 | Meer afbeeldingen                                  |
| Hallenhuisboerderij met langsdeel en achterbaander onder afgewolfd rieten schilddak | Boerderij                 | 1863                                              |                                     | Rietlandenstraat 26     | 52° 45' 12" NB, 6° 53' 53" OL | 511961 | Upload foto                                        |
| Schuur opgetrokken uit verticale houten delen                                       | Boerderij                 | verm. 1920-1930                                   |                                     | bij Rietlandenstraat 26 | 52° 45' 12" NB, 6° 53' 53" OL | 514838 | Upload foto                                        |
| Boerenerf met boomgaard, boerentuin en ganzenweide                                  | Boerderij                 | eind 19e-begin 20e eeuw                           |                                     | bij Rietlandenstraat 26 | 52° 45' 12" NB, 6° 53' 53" OL | 514839 | Boerenerf met boomgaard, boerentuin en ganzenweide |

## Zwartemeer
De plaats Zwartemeer telt 3 inschrijvingen in het rijksmonumentenregister.
| Object                                                    | Oorspronkelijke functie? | Bouwjaar               | Architect       | Locatie               | Coördinaten?                 | Nr.?   | Afbeelding                                             |
| --------------------------------------------------------- | ------------------------ | ---------------------- | --------------- | --------------------- | ---------------------------- | ------ | ------------------------------------------------------ |
| Voorm. Sint-Anthoniuskerk (tot 1969, sinds 1990 woonhuis) | Kerk en kerkonderdeel    | 1921 1959 (renov.)     | Joh.H. Sluijmer | Hogeweg 50            | 52° 42' 12" NB, 7° 2' 40" OL | 510943 | Meer afbeeldingen                                      |
| Voorm. Sint-Anthoniuskerk, pastorie                       | Kerkelijke dienstwoning  | 1921                   | Joh.H. Sluijmer | Kamerlingswijk WZ 136 | 52° 42' 13" NB, 7° 2' 42" OL | 510944 | Sint-Anthoniuskerk Voorm. Sint-Anthoniuskerk, pastorie |
| Voorm. grenskantoor                                       | Overheidsgebouw          | 1904 1960-1969 (verb.) |                 | Eemslandweg 133       | 52° 43' 18" NB, 7° 3' 25" OL | 510969 | Grenskantoor Voorm. grenskantoor                       |

Aa en Hunze ·
Assen ·
Borger-Odoorn ·
Coevorden ·
De Wolden ·
Emmen ·
Hoogeveen ·
Meppel ·
Midden-Drenthe ·
Noordenveld ·
Tynaarlo ·
Westerveld